# Peter Karlsson
Peter Karlsson (Stenstorp, 29 de maio de 1969) é um mesa-tenista sueco, campeão europeu individual (2000) e campeão mundial de duplas (1991).